# برج آزادي

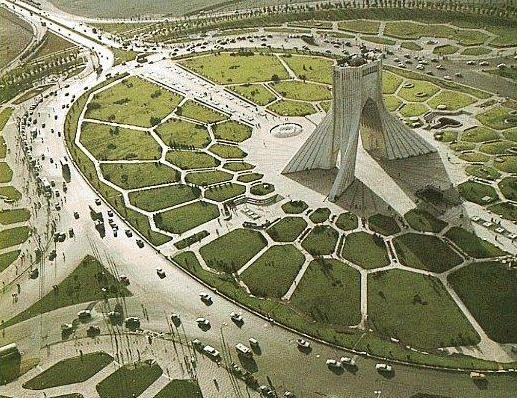
برج آزادی

```
برج آزادي
 
(
بالفارسية
: 
برج آزادى
)
 هو 
برج
 يقع على مدخل العاصمة الإيرانية 
طهران
 ويحيط بالبرج ميدان يعرف 
بميدان آزادي
 
(
بالفارسية
: 
ميدان آزادى
)
 ، يبلغ ارتفاع البرج 50 متراً وهو مغطى بشكل كامل 
بالرخام
.
[
6
]
[
7
]
```

## التسمية
الاسم الأول المرتبط بهذا النصب التذكاري كان Darvāze-ye Kuroš («بوابة سايروس»)، وفي وقت الاحتفالات المئوية، أشار أسد الله علم، الذي رأس مجلس الاحتفالات، إلى النصب التذكاري باسم Darvāze-ye Šāhanšāhi أي («البوابة الإمبراطورية»). تم تحديد الاسم الرسمي النهائي للنصب التذكاري قبل الإعلان عن المنافسة على تصميم النصب التذكاري في سبتمبر 1966. جاء بهرام فرحفاشي، أستاذ اللغات الإيرانية القديمة الذي عمل مع مجلس الاحتفالات، بالاسم المعيّن رسميًا للهيكل، āryāmehr. بُنيت عام 1971 في ذكرى عام 2500 من تأسيس الدولة الإمبراطورية الإيرانية، وقد سميت «بوابة طهران» بـ «شاهيد» تكريمًا للشاه (محمد رضا بهلوي)، ولكن لاحقًا أعيدت تسميته آزادي أي («الحرية») بعد الثورة الإيرانية عام 1979.

## التصميم
خلال الستينيات، أصبحت إيران دولة رئيسية مصدرة لمادةالنفط الخام، وباستخدام الثروة المكتشفة حديثًا، أطلق الشاه برامج للتصنيع وتحديث البلاد. جاء ذلك في أعقاب النمو الثقافي الذي وصفه المهندس المعماري حسين أمانات بأنه «نهضة صغيرة». في عام 1966، فاز أمانات بمسابقة لتصميم المبنى.
وبسبب المخاوف الحكومية، كان مطلوباً من «أمانات» التوقيع بموجب عقود «بشرط موافقة مجلس الاحتفالات»، والتي ستكون بمثابة العميل. خطط أمانات للتعاقد مع شركة Arup البريطانية للمساعدة في التصميم الإنشائي للبرج الجديد، حيث تأثر بمساهماتهم في تصميم وبناء دار أوبرا سيدني. واجه في البداية معارضة من رئيس المجلس، بالإضافة إلى العديد من المهندسين الإيرانيين المحافظين والقوميين، بسبب ذهابه إلى مهندس أجنبي للحصول على المساعدة. على الرغم من ذلك، دعم الشاه أمانات، وأرسل رسالة إلى المجلس ليترك القرار للمهندس المعماري. ولقد كانت زوجة الشاه شاهنبو فرح بهلوي داعمة لقرارات المهندس حسين أمانات.
وقال أمانات لبي بي سي وورلد نيوز في مقابلة «بشكل عام، يبدأ المبنى من القاعدة ويتحرك نحو السماء». ويذكر أنه كان مصدر إلهام لتصميم البرج بهذه الطريقة لأنه شعر أن إيران «يجب أن تتحرك نحو مستوى أعلى». وفقا له، فإن القبو الرئيسي هو قوس ساساني يمثل العصر الكلاسيكي، في حين أن القوس المكسور فوقه هو شكل شعبي من القرون الوسطى يمثل حقبة ما بعد الكلاسيكية. وتمثل «شبكة الأضلاع»، التي تربط الأقواس معًا، الصلة بين إيران الكلاسيكية وما بعد الكلاسيكية.
تم بناء النصب من الرخام الأبيض الذي جاء من مقاطعة أصفهان، ويضم النصب 8000 كتلة من الحجر. تم العثور على جميع الأحجار وتزويدها من قبل شخص يدعى غنبر رحيمي، الذي كان معروفًا بمعرفته الواسعة بالمحاجر، والتي تُعرف غالبًا باسم سلطان سان إيران أي («سلطان إيران للحجر»). تم استخدام أجهزة الكمبيوتر «لتحديد أسطحها المعقدة المنسوجة»، والتي كانت في ذلك الوقت تقنية تكنولوجية جديدة. كان المقاول الرئيسي لبناء البرج هو شركة MAP ، تحت إشراف غفار دافارباناه فارنوسفادراني Ghaffar Davarpanah Varnosfaderani، وهو عامل بناء إيراني شهير.
. تم تمويل المشروع بشكل رئيسي من قبل مجموعة من خمسمائة من الصناعيين الإيرانيين. وبحسب تقرير لميد، فإن تكلفة البناء بلغت حوالي ستة ملايين دولار. [10] و في 16 أكتوبر 1971 تم افتتاح البرج. ومع ذلك، لم يكن البرج مفتوحًا للجمهور حتى 14 يناير 1972.

## أحداث مرتبطة بالمبنى

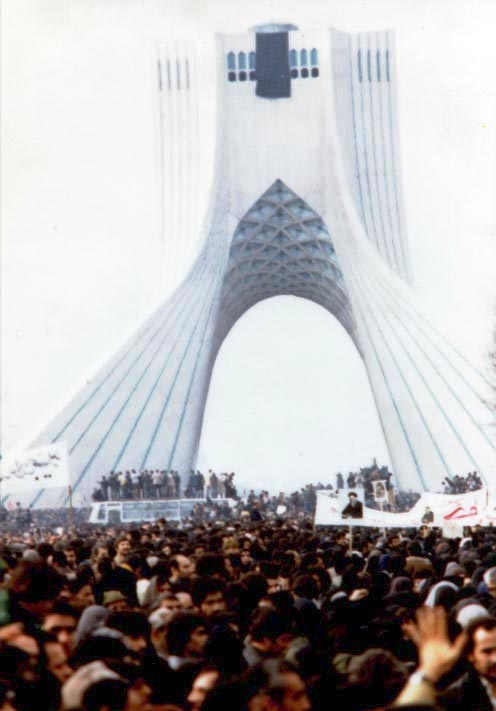
برج آزادي خلال الثورة الإيرانية عام 1979

### المسرح السمعي البصري (1971)
تم استبدال العرض الأصلي الذي تم تصميمه في عام 1971 بعرض أخر عام 1975 دعت الزوار لاكتشاف التنوع الجغرافي والطبيعي لإيران إلى جانب عناصرها التاريخية الأساسية. وعرضت العديد من الإنجازات الوطنية والمهمات الفنية والقصائد الخطية واللوحات المصغرة. تطلب المشروع الذي ابتكرته شركة من تشيكوسلوفاكيا، 12000 متر من الفيلم و20000 شريحة ملونة و20 جهاز عرض أفلام و120 جهاز عرض شرائح. أدار البرامج السمعية والبصرية البروفيسور ياروسلاف فريو (1928-192000). وتم استخدام خمسة أجهزة كمبيوتر لتشغيل النظام بأكمله.

### عرض Light of Words عام 2015
قام الفنان الألماني فيليب جيست بتنظيم تركيب خرائط الإسقاط المسمى بوابة الكلمات في برج آزادي، بمناسبة يوم الوحدة الألمانية. عُقد العرض في الفترة من 3 إلى 5 أكتوبر 2015. في هذا المشروع تصور الفنان موضوعات الحرية والسلام والفضاء والوقت بطريقة شعرية. طور فيليب جيست تركيبًا خفيفًا مصنوعًا من الكلمات والمفاهيم الملونة بلغات مختلفة، وتركيبات تجريدية للصور. الكلمات المتوهجة كانت بالإنجليزية والألمانية والفارسية، وهي تتحرك متزامنة مع الموسيقى الحية على جدران البرج.

## الجوائز
- 2001 جائزة معهد الخرسانة الأمريكي
- 1995 التميز في تصميم المباني، الرخام من مسابقة اليونان
- 1985 جائزة تاكر للتميز المعماري
- 1975 وسام بهلوي الملكي للتصميم
- 1971 وسام الفن - وزارة التربية الإيرانية

## العملة الإيرانية
ظهر البرج على العملة الإيرانية فئة 200 ريال في عهد الشاه رضا بهلوي

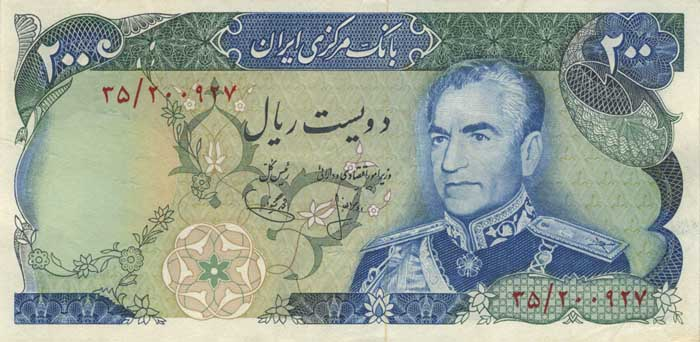
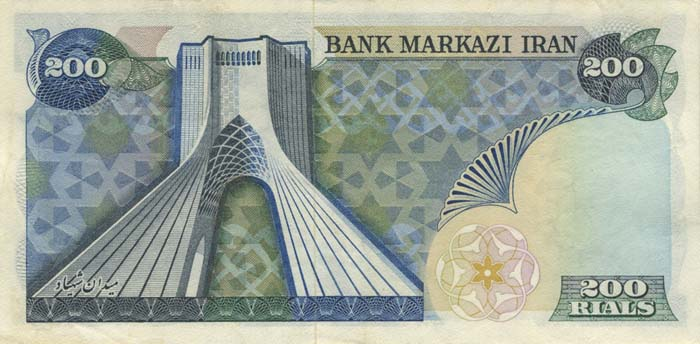

## معرض الصور

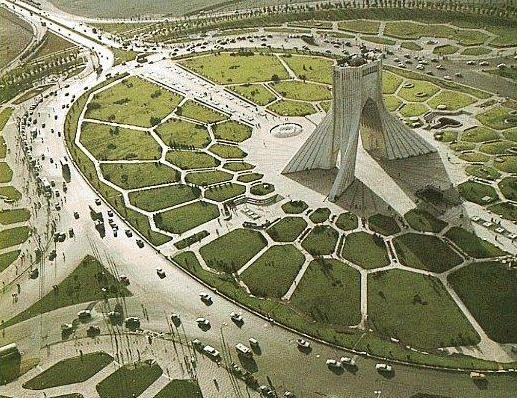
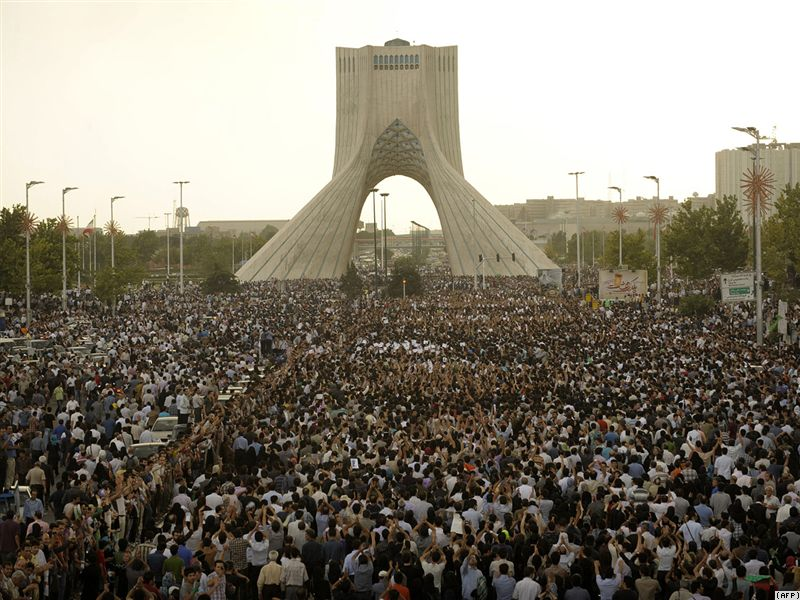
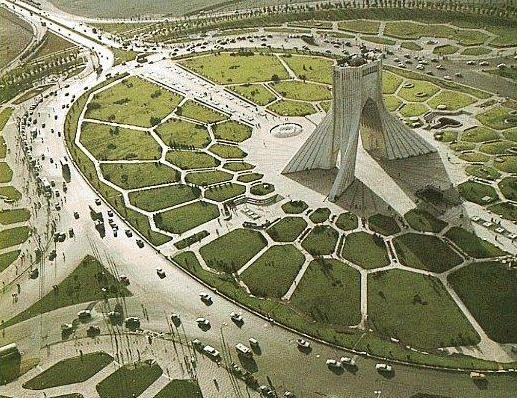
Azadi Square in 1971.
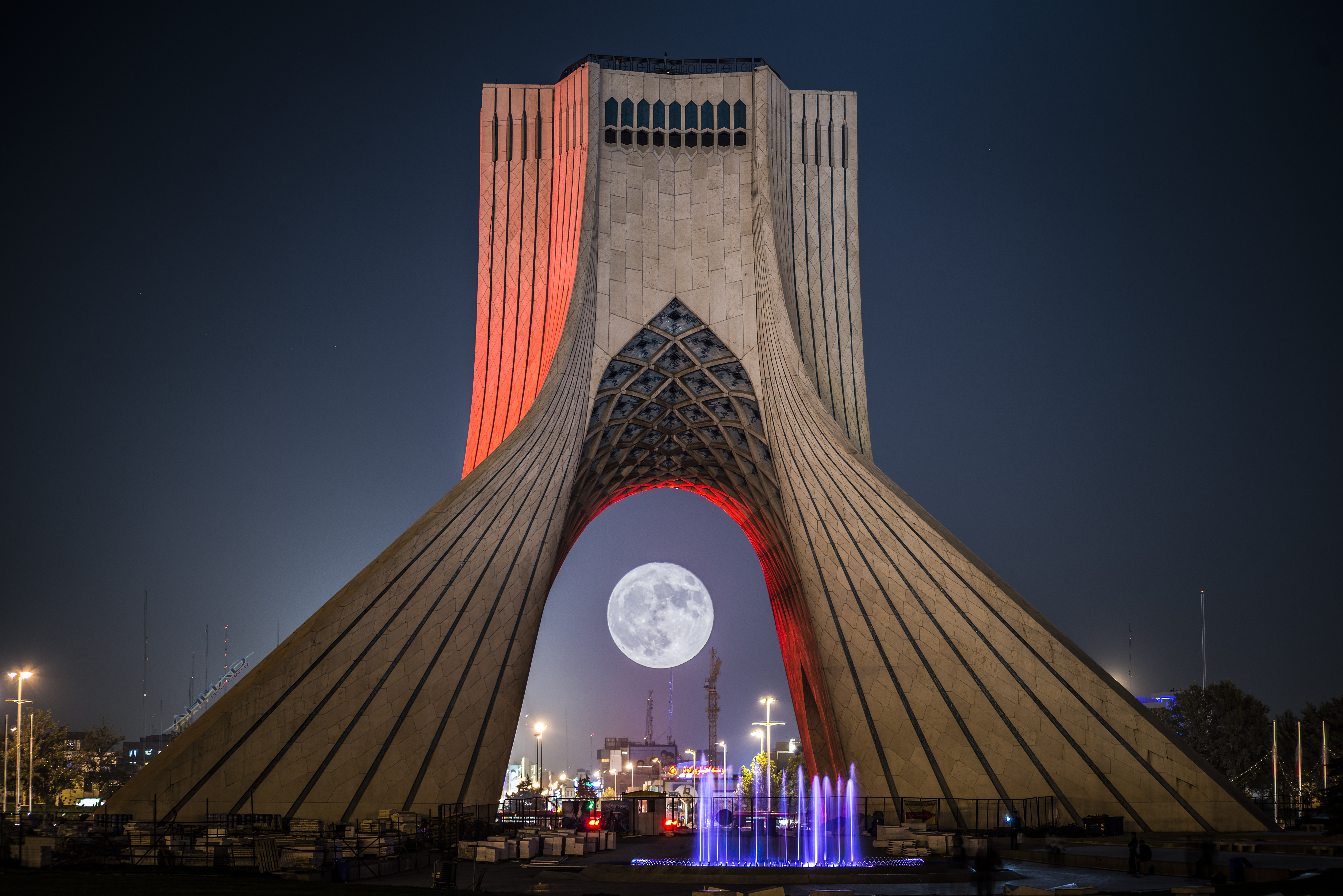
Full moon
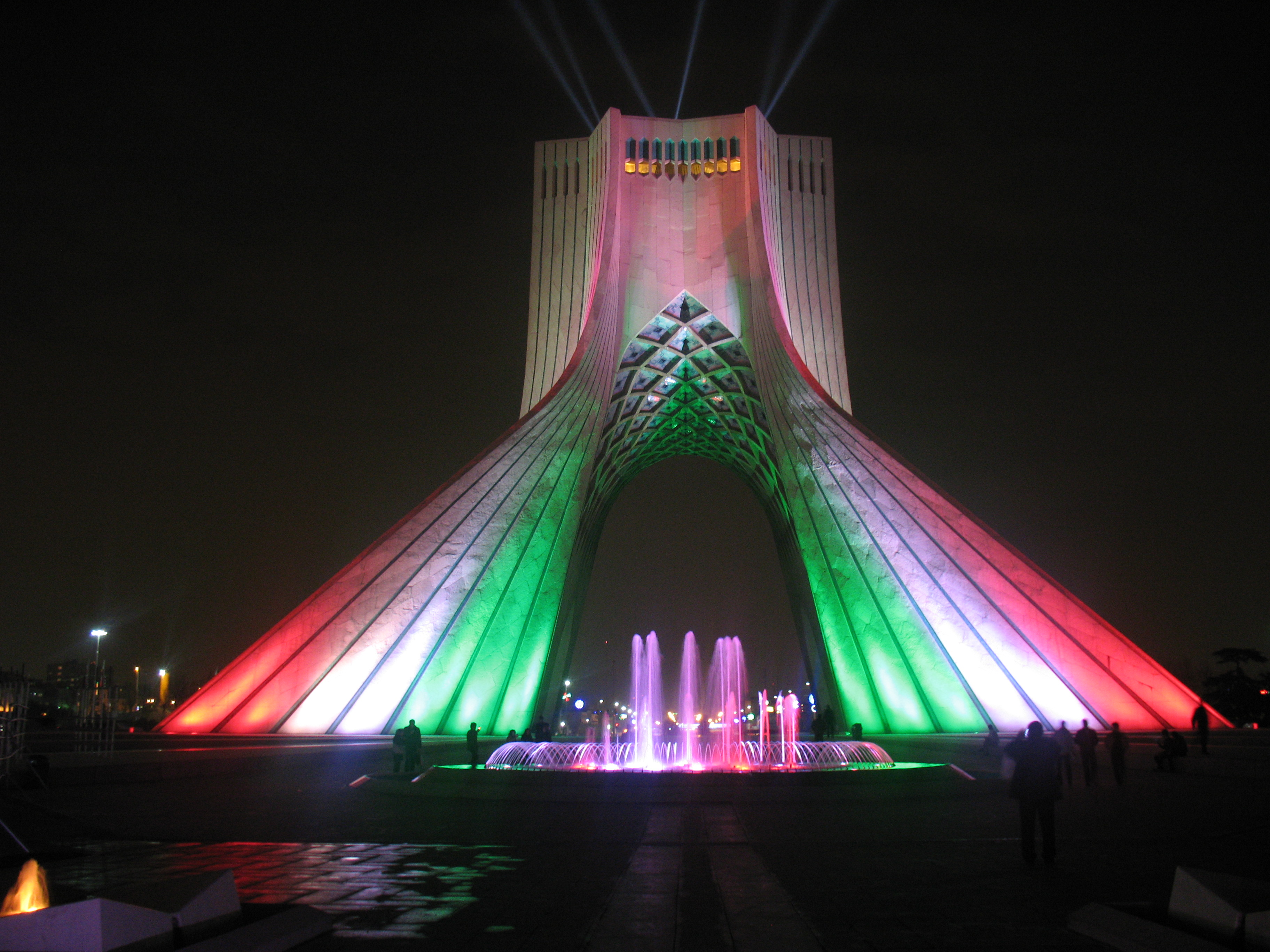
Tower in colours of علم إيران
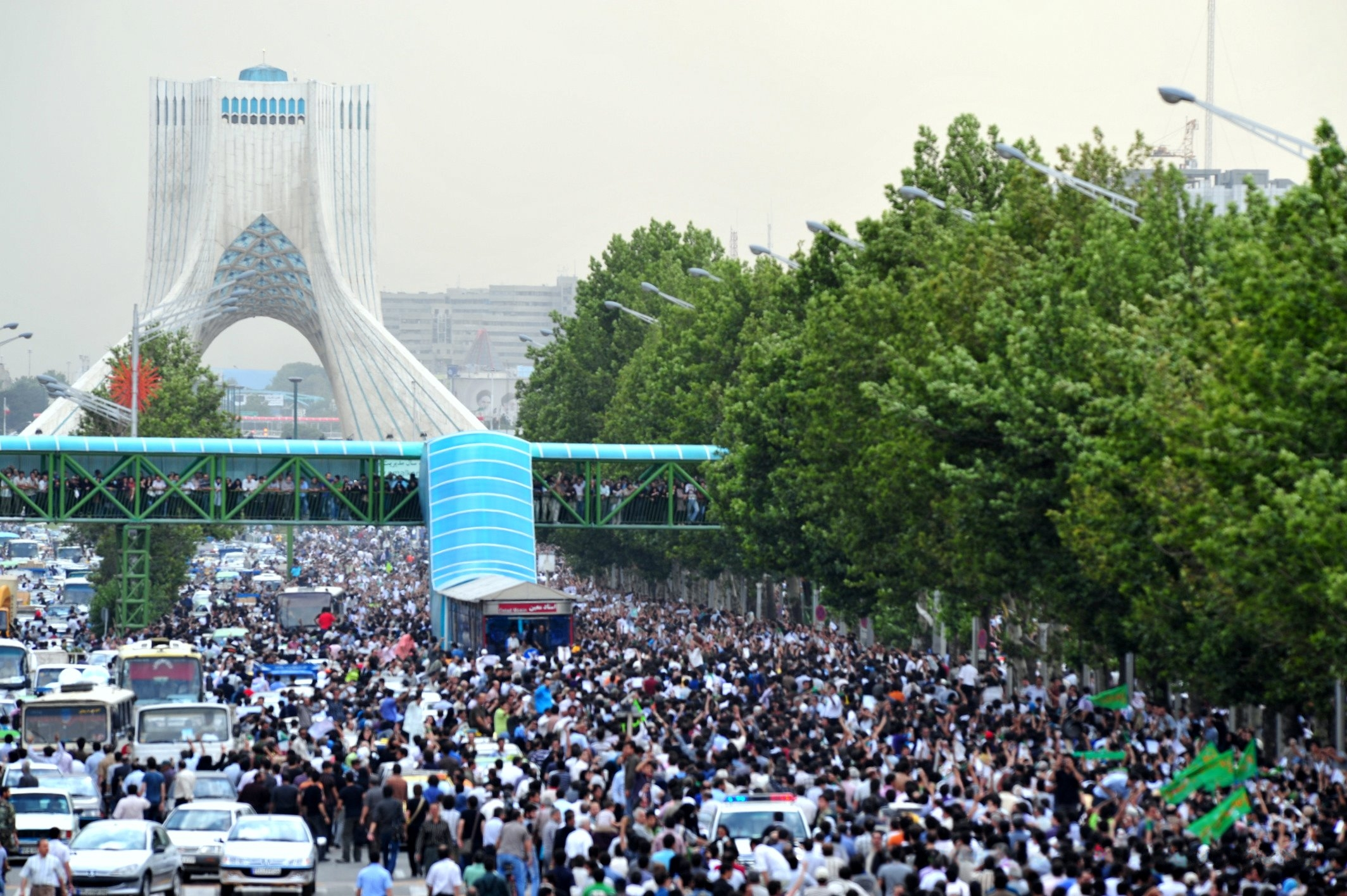
During the احتجاجات الانتخابات الإيرانية 2009–2010.
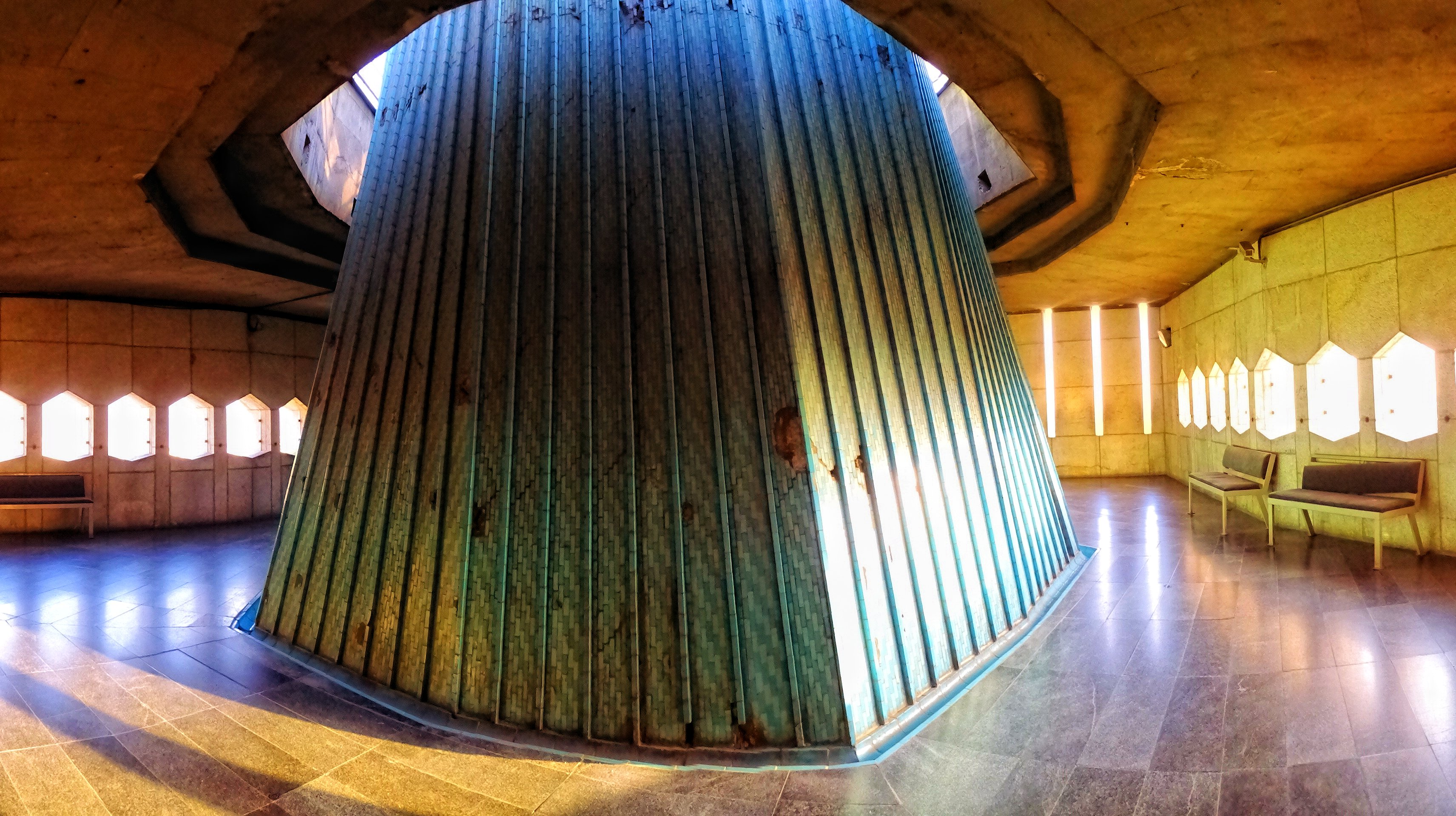
The observation deck of the Azadi Tower.
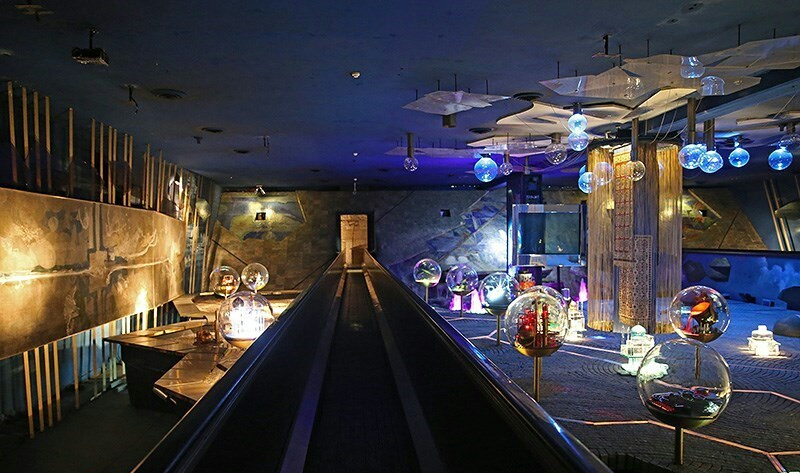
Inside the Azadi museum.
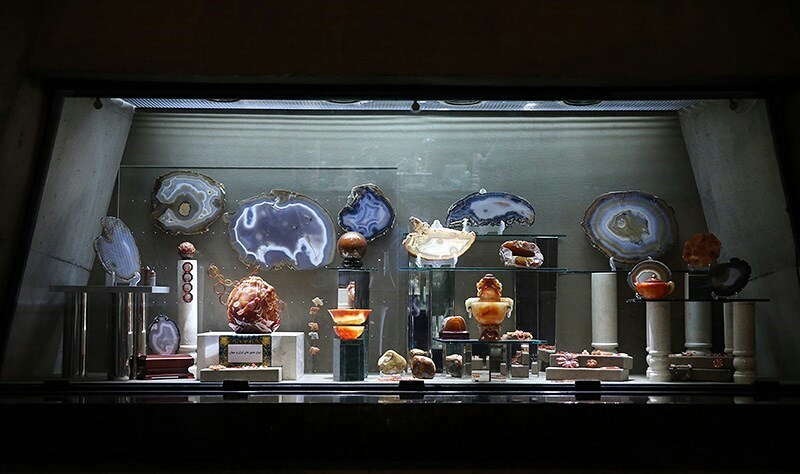
Inside the Azadi museum.
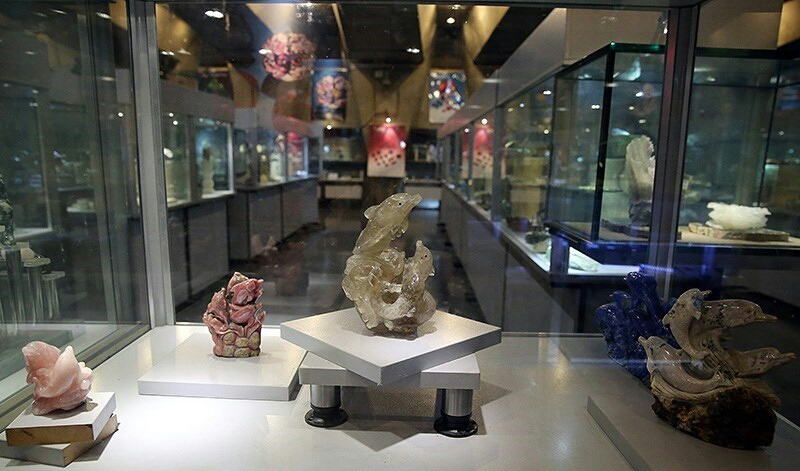
بعض مقتنيات متحف ازادي.
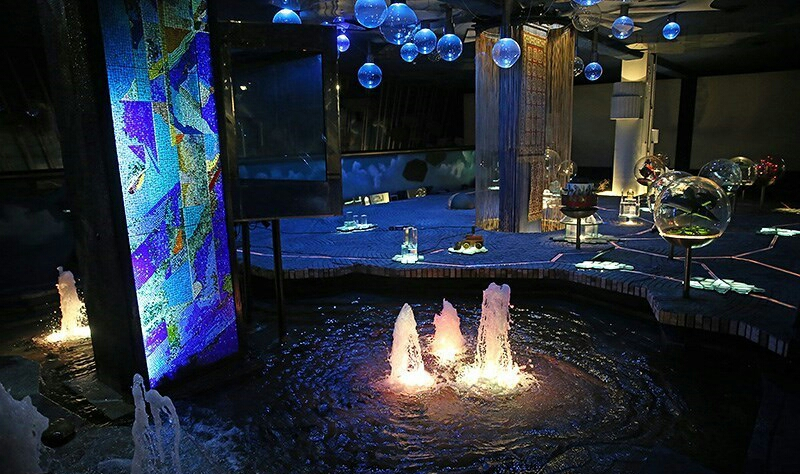
داخل متحف اذازي.

## روابط خارجية
- الموقع الرسمي باللغة الفارسية
- صور برج ازادي في طهران منتدى ارابيا فور سيرف